# T-26
T-26 byl sovětský lehký tank vycházející z britského tanku Vickers Mark E vyráběný v letech 1931–1941. Celkem bylo vyrobeno cca 12 000 kusů tanku T-26. Ten byl vyráběn v mnoha modifikacích – první varianty byly dvouvěžové a vyzbrojené kulomety, následovaly dvouvěžové varianty, z nichž jedna věž nesla kulomet a druhá dělo, a posléze se přešlo na jednověžový stroj s kanónovou výzbrojí. Dále se vyskytly modifikace na plamenometný tank, mostní tank a další úpravy. Stroj se dočkal nasazení ve Španělské občanské válce (v rámci republikánských sil), bojích s Japonci (v rámci čínské a sovětské armády), při invazi do Finska i v rámci Velké vlastenecké války. Nicméně již v roce 1939 začalo být zřejmé, že již nestačí na plnění válečných úkolů proti dostatečně vybavenému nepříteli a v roce 1941 byl definitivně stažen z výroby. V době zahájení operace Barbarossa byl stále nejpočetnějším tankem Rudé armády. Prvních čtrnáct dní bojů přežila jen malá část strojů.

## Varianty

### Dvouvěžové verze (T-26A)
| Dvouvěžové verze                   | Dvouvěžové verze | Dvouvěžové verze | Dvouvěžové verze  | Dvouvěžové verze | Dvouvěžové verze |
| Název                              | Hmotnost         | Pancéřování      | Výzbroj           | Pomocná výzbroj  | Počet kusů       |
| ---------------------------------- | ---------------- | ---------------- | ----------------- | ---------------- | ---------------- |
| T-26 mod. 1931                     | 8,2 t            | 13-15 mm         | 2× 7,62mm DT      | –                | 1 015            |
| T-26 mod. 1932                     | 8,7 t            | 13-15 mm         | 1× 37mm PS-1      | 1× 7.62mm DT     | 392              |
| T-26 mod. 1932 s kanónem B-3 (5-K) | cca 9 t          | 13-15 mm         | 1× 37mm B-3 (5-K) | 1× 7.62mm DT     | cca 20–30        |

### Jednověžové verze

#### T-26E
V polovině února 1940 obdržela Rudá armáda 27 tanků T-26 model 1939 a 27 plamenometných ChT-133 s přídavným pancéřováním o tloušťce 30-40 mm; dalších 15 tanků T-26 model 1939 bylo obrněno dílnami 8. armády v Suojarvi začátkem března 1940. Celkem bylo během zimní války použito 69 T-26 s přídavným pancéřováním a dalších 20 bylo dodáno k tankovým jednotkám po skončení války. Bojové použití prokázalo, že finské lehké protitankové zbraně nemohly proniknout pancířem těchto tanků.

| Jednověžové verze      | Jednověžové verze | Jednověžové verze | Jednověžové verze         | Jednověžové verze | Jednověžové verze     |
| Název                  | Hmotnost          | Pancéřování       | Výzbroj                   | Pomocná výzbroj   | Počet kusů            |
| ---------------------- | ----------------- | ----------------- | ------------------------- | ----------------- | --------------------- |
| T-26 mod. 1933 (T-26B) | 9,4 t             | 15 mm             | 1× 45mm 20-K              | 1-2× 7.62mm DT    | 6 000<                |
| T-26 mod. 1938 (T-26S) | 9,8 t             | 15 mm             | 1× 45mm 20-K              | 1-2× 7.62mm DT    | 1 975                 |
| T-26 mod. 1939 (T-26S) | 10,25 t           | 15-20mm           | 1× 45mm 20-K              | 1-2× 7.62mm DT    | 1 975                 |
| T-26A (T-26-4)         | cca 11 t          | 15 mm             | 1× 76,2mm KT-28 nebo PS-3 | 2× 7.62mm DT      | 5                     |
| T-26E                  | cca 12 t          | 15-55 mm          | 1× 45mm 20-K              | 1-2× 7.62mm DT    | 89 (z toho 27 OT-133) |

### Plamenometné verze
- ChT-26 (OT-26) – tank vzor 1931, 1 plamenomet, bez menší věže, 552 kusů
- ChT-130 (OT-130) – tank vzor 1933, 1 plamenomet, 401 kusů
- ChT-133 (OT-133) – tank vzor 1939, 1 plamenomet, 269 kusů, z toho 27 s přídavným pancéřováním (T-26E)
- ChT-134 (OT-134) – tank vzor 1939, 45mm kanón + 1 plamenomet v trupu, jen 2 prototypy

### Velitelské verze
- T-26(TU) – velitelská verze, vyznačovala se rozměrnou rámovou anténou radiostanice po obvodu horní části korby. Tato verze sloužila velitelům tankových jednotek, kteří pomocí radiostanice, udržovali spojení s vyššími stupni velení. Podřízeným tankům se povely sdělovaly pomocí signalizačních praporků.

### Samohybná děla SU-5
- SU-5-1 – 76,2mm divizní kanón 1902/30, 1 prototyp

- SU-5-2 – 122mm houfnice, 30 kusů + 1 prototyp
- SU-5-3 – 152mm minomet, 1 prototyp

### Speciální verze
- ST-26 – mostní tank
- T-26T – dělostřelecký tahač
- TT-26 – teletank: dálkově ovládaný tank
- TN-26 – pozorovatelský tank